# رضا گودری
محمدرضا گودری (به انگلیسی: Mohammadreza Goodary) (زادۀ ۲۳ آذر ۱۳۶۷ در تهران) که با نام حرفه‌ای رضا گودری (به انگلیسی: Reza Goodary) شناخته می‌شود، رزمی‌کار ترکیبی، عکاس و خبرنگار ورزشی ایرانی است. او نخستین ایرانی مبارز در شش رشته کاراته، موای تای، جوجیتسو برزیلی، بوکس برناکل، گراپلینک و هنرهای رزمی ترکیبی است و ۲۹۹ مبارزه حرفه‌ای به ثبت رسانده است.

## زندگی شخصی
گودری در ۲۳ آذرماه سال ۱۳۶۷ در تهران زاده شد. او دوران اولیه زندگی خود را در محله نارمک سپری‌کرد و در تیرماه ۱۳۷۴ ورزش‌ را شروع کرد. وی در سن ۷ سالگی فنون جودو و کونگ فو را فراگرفت، سپس به مبارزات کاربردی علاقه‌‌مند و در نهایت کاراته را زیرنظر حمید سلطانی آموخت. گودری، آموزش خدمت سربازی را در لشگر ۵۸ تکاور سپری و پس از آن به واحد تربیت بدنی نیروی زمینی ارتش منتقل‌شد.

## زندگی ورزشی
عضویت در تیم ملی، قهرمانی در لیگ کاراته و بیش از بیست عنوان قهرمانی کشور از دست‌آوردهای گودری در سال‌های زندگی‌اش در ایران بود. در بهمن ماه ۱۳۹۴، وی پس از مهاجرت مربی‌اش حمید سلطانی به آلمان، برای فراگیری فنون هنرهای رزمی ترکیبی از ایران مهاجرت کرد.
پس از یک دهه زندگی در آسیای شرقی، قهرمانی مسابقات بین‌المللی کاراته، قهرمانی مسابقات جهانی هنرهای رزمی و ثبت مبارزات حرفه‌ای موای‌تای، بوکس برناکل، جوجیتسو برزیلی و هنرهای رزمی ترکیبی را در کارنامه خود قرارداد.

### هنرهای رزمی ترکیبی
گودری در ۳۰ آوریل ۲۰۲۲ نخستین مبارزه هنرهای رزمی ترکیبی خود را در سازمان مبارزه فرتکس، در مقابل جین کارلوس پریرا انجام داد که با تصمیم غیر اتفاق داوران شکست خورد.

### کاراته
در سال ۲۰۱۶ گودری مقام سوم مسابقات بین‌المللی کاراته را در پاتایا را کسب کرد و در جام‌جهانی در اوساکا بین هشت مبارز شاخص جهان قرارگرفت. در سال ۲۰۱۷ و ۲۰۱۸ در اوکیناوا ، او نخستین خارجی شناخته شده در تاریخ شد که ۲ سال پیاپی عنوان قهرمانی را به دست آورده‌است. گودری دارای کمربند مشکی دان ۴ کاراته و درجه مربیگری و داوری درجه (A) از سازمان جهانی شین‌دن‌کای می‌باشد. وی همچنین آمار شگفت‌انگیز ۲۹۹ مبارزه حرفه‌ای کاراته با ۲۵۳ پیروزی را به نام خود به‌ثبت رسانده‌است.

### موای‌تای
در سال ۲۰۱۶ گودری موای‌تای را زیرنظر ساکمونکل سیتچوچک آغاز کرد. او بین سال‌های ۲۰۱۸ تا ۲۰۲۰، هشت مبارزه حرفه‌ای موای‌تای انجام داد. وی در ۲۲ آوریل ۲۰۱۸، در سازمان مکس موای‌تای با فیل هاوز، مبارز سازمان یواف‌سی مبارزه کرد.

### جوجیتسو برزیلی
گودری در سال ۲۰۱۹، تمرین جوجیتسو برزیلی را زیر نظر سلسو رولیم جونیور در کمپ آموزشی فرتکس آغاز کرد. او توانست در سال ۲۰۲۰ کمربند آبی را از دستان دی‌آلنزیو جکسون دریافت‌کند. وی در سالهای ۲۰۱۹ و ۲۰۲۰، در تورنمنت‌های بین‌المللی کوپا دی بانکوک و سیام کاپ، ۷ مدال طلا، ۱ نقره و ۲ برنز کسب کرد. گودری در سال ۲۰۲۲ توانست مدال طلای مسابقات اِی‌دی‌سی‌سی (ADCC) را در پوکت کسب کند.

### بوکس برناکل
در ۱۸دسامبر ۲۰۲۱، گودری در رویداد برناکل تایلند ۱ با تصمیم اشتباه داوران مبارزه را به سیریمونگکل سینگماناساک پرافتخارترین قهرمان بوکس تایلند واگذار کرد.

### یونگ‌مودو

#### مسابقات جهانی هنرهای رزمی
گودری در سالهای ۲۰۱۶ و ۲۰۱۹، مدال برنز مسابقات جهانی هنرهای رزمی را در چئونگ‌جو کسب کرد.

#### مسابقات بین المللی یونگ‌مودو
گودری موفق به دریافت مدال نقره مسابقات بین‌المللی یونگ‌مودو در یونگین نیز شده‌است.

## جوایز
- بهترین عکاس فدراسیون بین‌المللی انجمن‌های موی‌تای در سال ۲۰۲۲[۲۸][۲۹]
- برگزیده ۱۰ اثر برتر عکاسی اتحادیه ایپس در سال ۲۰۲۳[۳۰][۳۱]
- عکس شایسته ویژه در بخش هنرهای رزمی جشنواره جهانی عکاسی ورزشی در سال ۲۰۲۵[۳۲]
- برگزیده ۱۰ اثر برتر عکاسی اتحادیه ایپس در سال ۲۰۲۴[۳۳]

## دستاوردها

### یونگ‌مودو
| سال  | رویداد                     | مکان              | مقام | روش            |
| ---- | -------------------------- | ----------------- | ---- | -------------- |
| ۲۰۱۶ | مسابقات جهانی هنرهای رزمی  | چئونگ‌جو، کره‌جنوبی | سوم  | مبارزه انفرادی |
| ۲۰۱۶ | مسابقات بین‌المللی یونگ‌مودو | یونگین، کره‌جنوبی  | دوم  | مبارزه انفرادی |
| ۲۰۱۹ | مسابقات جهانی هنرهای رزمی  | چئونگ‌جو، کره‌جنوبی | سوم  | مبارزه انفرادی |

### کاراته
| سال  | رویداد                        | مکان           | مقام | روش            |
| ---- | ----------------------------- | -------------- | ---- | -------------- |
| ۲۰۱۶ | مسابقات بین‌المللی بایاکورن    | پاتایا، تایلند | سوم  | مبارزه انفرادی |
| ۲۰۱۷ | مسابقات قهرمانی ژاپن بایاکورن | اوکیناوا، ژاپن | اول  | مبارزه انفرادی |
| ۲۰۱۸ | مسابقات قهرمانی ژاپن بایاکورن | اوکیناوا، ژاپن | اول  | مبارزه انفرادی |

### جوجیتسو برزیلی
| سال  | رویداد          | مکان           | مقام | روش                     |
| ---- | --------------- | -------------- | ---- | ----------------------- |
| ۲۰۱۹ | سیام کاپ        | بانکوک، تایلند | اول  | مبارزه انفرادی (کیکوگی) |
| ۲۰۱۹ | کوپا دی بانکوک  | بانکوک، تایلند | اول  | مبارزه انفرادی (نوگی)   |
| ۲۰۱۹ | کوپا دی بانکوک  | بانکوک، تایلند | اول  | مبارزه انفرادی (کیکوگی) |
| ۲۰۱۹ | کوپا دی بانکوک  | بانکوک، تایلند | اول  | مبارزه انفرادی (نوگی)   |
| ۲۰۱۹ | کوپا دی بانکوک  | بانکوک، تایلند | دوم  | مبارزه انفرادی (کیکوگی) |
| ۲۰۲۰ | قهرمانی تایلند  | بانکوک، تایلند | اول  | کمبات جوحیتسو           |
| ۲۰۲۰ | سیام کاپ        | بانکوک، تایلند | اول  | مبارزه انفرادی (نوگی)   |
| ۲۰۲۰ | سیام کاپ        | بانکوک، تایلند | سوم  | مبارزه انفرادی (کیکوگی) |
| ۲۰۲۰ | سیام کاپ        | بانکوک، تایلند | سوم  | مبارزه انفرادی (نوگی)   |
| ۲۰۲۲ | اِی‌دی‌سی‌سی (ADCC) | پوکت، تایلند   | اول  | مبارزه انفرادی (نوگی)   |

## آمار مبارزات هنرهای رزمی ترکیبی
| بررسی رکورد مسابقات حرفه‌ای |       |        |
| 1 مسابقه                   | 0 برد | 1 باخت |
| By decision                | 0     | 1      |

| نتیجه. | رکورد | حریف             | روش                         | رویداد                             | تاریخ         | راند | زمان | مکان           | یادداشت |
| ------ | ----- | ---------------- | --------------------------- | ---------------------------------- | ------------- | ---- | ---- | -------------- | ------- |
| باخت   | ۰–۱   | جین کارلوس پریرا | تصمیم داوران (غیراتفاق آرا) | سازمان مبارزه فرتکس (نبرد اژدهاها) | ۳۰ آوریل ۲۰۲۲ | ۳    | ۵:۰۰ | بانکوک، تایلند |         |

## آمار مبارزات جوجیتسو برزیلی
| ۲۳ مسابقه، ۱۷ برد (۵ تسلیم)، ۶ باخت (۳ تسلیم)، ۰ تساوی |      |                    |                 |         |        |                |                        |        |
| نتیجه                                                  | آمار | حریف               | روش             | رویداد  | وزن    | نوع            | تاریخ                  | مکان   |
| ۵ نوامبر ۲۰۲۲                                          | برد  | حسن سهیل           | اِی‌دی‌سی‌سی (ADCC) | وزن‌آزاد | نوگی   | پوکت، تایلند   | تسلیم (خفگی از پشت)    | ۰-۶-۱۷ |
| ۵ نوامبر ۲۰۲۲                                          | باخت | بابلوف محمد        | اِی‌دی‌سی‌سی (ADCC) | ۱۰۰+ک‌گ  | نوگی   | پوکت، تایلند   | امتیاز (۵–۰)           | ۰-۶-۱۶ |
| ۵ نوامبر ۲۰۲۲                                          | باخت | الکسی کیسر         | اِی‌دی‌سی‌سی (ADCC) | ۱۰۰+ک‌گ  | نوگی   | پوکت، تایلند   | تسلیم (قفل پا)         | ۰-۵-۱۶ |
| ۱۹ دسامبر ۲۰۲۰                                         | برد  | ویل موریسون        | سیام کاپ        | ۷۵+ک‌گ   | نوگی   | بانکوک، تایلند | امتیاز (۱۹–۵)          | ۰-۴-۱۶ |
| ۱۹ دسامبر ۲۰۲۰                                         | باخت | ارسنی اوبوهوف      | سیام کاپ        | ۷۵+ک‌گ   | نوگی   | بانکوک، تایلند | تصمیم داراون (۰–۰)     | ۰-۴-۱۵ |
| ۱۹ دسامبر ۲۰۲۰                                         | برد  | پیتر فورنک         | سیام کاپ        | ۷۵+ک‌گ   | نوگی   | بانکوک، تایلند | تسلیم (خفگی گیوتین)    | ۰-۳-۱۵ |
| ۱۹ دسامبر ۲۰۲۰                                         | برد  | پیتر فورنک         | سیام کاپ        | وزن‌آزاد | کیکوگی | بانکوک، تایلند | تسلیم (خفگی با شانه)   | ۰-۳-۱۴ |
| ۱۹ دسامبر ۲۰۲۰                                         | باخت | نخارین انگوردا     | سیام کاپ        | وزن‌آزاد | کیکوگی | بانکوک، تایلند | تسلیم (مثلث خفگی)      | ۰-۳-۱۳ |
| ۱۹ دسامبر ۲۰۲۰                                         | برد  | ناتا ضامابوترا     | سیام کاپ        | وزن‌آزاد | کیکوگی | بانکوک، تایلند | تسلیم (خفگی از پشت)    | ۰-۲-۱۳ |
| ۱۹ دسامبر ۲۰۲۰                                         | برد  | آنتونیو مارچلو فدل | سیام کاپ        | وزن‌آزاد | کیکوگی | بانکوک، تایلند | رد صلاحیت (عدم مبارزه) | ۰-۲-۱۲ |
| ۱۹ دسامبر ۲۰۲۰                                         | برد  | کول کارمودی        | سیام کاپ        | وزن‌آزاد | کیکوگی | بانکوک، تایلند | رد صلاحیت (عدم مبارزه) | ۰-۲-۱۱ |
| ۱۹ دسامبر ۲۰۲۰                                         | برد  | نیفوب پانگستنیچوت  | سیام کاپ        | ۹۴/۳-ک‌گ | کیکوگی | بانکوک، تایلند | تسلیم (خفگی با شانه)   | ۰-۲-۱۰ |
| ۲۳–۲۴ نوامبر ۲۰۱۹                                      | برد  | سباستین مولینا     | کوپا دی بانکوک  | وزن‌آزاد | نوگی   | بانکوک، تایلند | تصمیم داراون (۰–۰)     | ۰-۲-۹  |
| ۲۳–۲۴ نوامبر ۲۰۱۹                                      | برد  | سباستین مولینا     | کوپا دی بانکوک  | وزن‌آزاد | نوگی   | بانکوک، تایلند | امتیاز (۹–۰)           | ۰-۲-۸  |
| ۲۳–۲۴ نوامبر ۲۰۱۹                                      | باخت | آیمریک لوارنسیک    | کوپا دی بانکوک  | وزن‌آزاد | کیکوگی | بانکوک، تایلند | تسلیم (بازو)           | ۰-۲-۷  |
| ۲۳–۲۴ نوامبر ۲۰۱۹                                      | برد  | پاول شوایکو        | کوپا دی بانکوک  | وزن‌آزاد | کیکوگی | بانکوک، تایلند | امتیاز (۱۲–۰)          | ۰-۱-۷  |
| ۲۳–۲۴ نوامبر ۲۰۱۹                                      | برد  | اندرو گریندلی      | کوپا دی بانکوک  | وزن‌آزاد | کیکوگی | بانکوک، تایلند | رد صلاحیت (عدم مبارزه) | ۰-۱-۶  |
| ۲۳–۲۴ نوامبر ۲۰۱۹                                      | برد  | آرون آرول          | کوپا دی بانکوک  | ۹۱-ک‌گ   | نوگی   | بانکوک، تایلند | امتیاز (۱۳–۰)          | ۰-۱-۵  |
| ۲۳–۲۴ نوامبر ۲۰۱۹                                      | برد  | آرون آرول          | کوپا دی بانکوک  | ۹۴/۳-ک‌گ | کیکوگی | بانکوک، تایلند | امتیاز (۱۶–۰)          | ۰-۱-۴  |
| ۲۳–۲۴ نوامبر ۲۰۱۹                                      | برد  | چی مینگ چان        | کوپا دی بانکوک  | ۹۴/۳-ک‌گ | کیکوگی | بانکوک، تایلند | امتیاز (۶–۰)           | ۰-۱-۳  |
| ۵ اکتبر ۲۰۱۹                                           | باخت | یوکی‌یون            | سیام کاپ        | وزن‌آزاد | نوگی   | بانکوک، تایلند | امتیاز (۷–۸)           | ۰-۱-۲  |
| ۵ اکتبر ۲۰۱۹                                           | برد  | روتاوات چرینگچیترا | سیام کاپ        | وزن‌آزاد | نوگی   | بانکوک، تایلند | امتیاز (۷–۰)           | ۰-۰-۲  |
| ۵ اکتبر ۲۰۱۹                                           | برد  | نامعلوم            | سیام کاپ        | ۹۴/۳-ک‌گ | کیکوگی | بانکوک، تایلند | امتیاز (۱۳–۰)          | ۰-۰-۱  |

## آمار مبارزات برناکل
| بررسی رکورد مسابقات حرفه‌ای |       |        |
| 1 مسابقه                   | 0 برد | 1 باخت |
| By decision                | 0     | 1      |

| نتیجه. | رکورد | حریف                   | روش                         | رویداد                             | تاریخ          | راند | زمان | مکان           | یادداشت |
| ------ | ----- | ---------------------- | --------------------------- | ---------------------------------- | -------------- | ---- | ---- | -------------- | ------- |
| باخت   | ۱-۰   | سیریمونگکل سینگماناساک | تصمیم داوران (غیراتفاق آرا) | برناکل تایلند ۱ (تغییر دهنده بازی) | ۱۸ دسامبر ۲۰۲۱ | ۵    | ۲:۰۰ | پاتایا، تایلند |         |